# Гордон Гудвін
Гордон Л. Гудвін (1954) — американський піаніст, саксофоніст, композитор, аранжувальник і диригент. Він є лідером Big Phat Band, викладає на факультеті музичного коледжу Лос-Анджелеса. Здобув нагороди Grammy Awards і Daytime Emmy Award отримав понад двадцять номінацій «Греммі» за свої композиції та аранжування.

## Ранні роки
Ґордон Ґудвін народився в місті Вічита, штат Канзас. Він написав свою першу композицію для біг-бенду, що називалася «Hang Loose», навчаючись ще у 7-му класі школи. Продовжив свою музичну освіту в Кал-Сентеррідж з Джоелем Лічем і Біллом Калкінсом. Після закінчення коледжу Ґудвін був зайнятий як музикант в тематичному парку Діснейленду в Анахаймі, штат Каліфорнія. Згодом, Дісней звернувся до нього з метою записати музичне шоу на телепередачі Клуб Міккі Мауса, включаючи Брітні Спірс і Крістіну Агілеру. Пізніше Ґудвін був запрошений до гурту Луї Белсона, де грав з Пітом Хрістлібом та Доном Мензо. Ґордон продовжував грати з Лесом Гупером і Ґрантом Ґайсманом.

## Big Phat Band
Звідтоді популярність Ґудвіна і його гурту Big Phat Band на американській музичній сцені істотно виросла. У гурті Гудвін грає на фортепіано, а іноді і на сопрано- і тенор-саксофоні. Цей гурт об'єднав таких музикантів, як Уейн Бержерон, Ерік Марієнталь і Енді Мартін. Всі музичні композиції написані або адаптовані Ґордоном Ґудвіном. Декілька його пісень виконувалися на старих джазових мелодіях: яскравим прикладом є «Sing, Sang, Sung», який імітує знамениту пісню Луї Пріма " Sing, Sing, Sing ".
Під керівництвом Ґудвіна група випустила шість альбомів: «Swingin 'для Fences», який отримав дві номінації Grammy, і «XXL», який отримав три нагороди. «Phat Pack» вийшов 13 червня 2006, а «Bah, Humduck! Looney Tunes Christmas» також вийшов 2006 року. «Act Your Age» вийшов 30 вересня 2008 року. «That's How We Roll» вийшов 12 квітня 2011 року. Ґудвін виграв Ґреммі 2012 року за кращу інструментальну композицію для аранжування «Rhapsody in Blue» Джорджа Гершвіна.

## Популярна культура
Ґудвін озвучував наступні фільми: «Маджестік», «Дорога слави», «Скарб нації», «Пам'ятай Титанів», «Армагеддон» , «Зоряний шлях: Відплата» , «Суперсімейка» , «Будь кмітливим», «Зміїний політ», «Відьмина гора» , «Тренер Картер» , «Погані хлопці 2» , «Викрасти за 60 секунд», " "Напад помідорів-убивць і «Ворог держави». Його робота на телебаченні включає музику для телесеріалів «Animaniacs» , «Pinky і Brain», «Том і Джеррі» , «Histeria» , «Road Rovers» і «Freakazoid». Його історія запису включає виступи з такими митцями, як Мел Торме, Рей Чарльз і Крістіна Агілера. Сам Ґудвін отримав багато престижних нагород, включаючи Ґреммі за кращу інструментальну композицію в художньому фільмі «Суперсімейка». Він також є триразовим переможцем Еммі.
Ґудвін також був запрошеним диригентом для таких колективів, як Лондонський симфонічний оркестр і Симфонічний оркестр Сіетла. Ґудвін написав оригінальний саундтрек до традиційного щорічного свята «Haunted Mansion Holiday», мультфільму «Кошмар перед Різдвом» в особняку з привидами («The Haunted Mansion») в Діснейленді. Пізніше його мелодію замінив саундтрек, написаний Джоном Дебні, але деякі його результати його праці залишаються і до сьогодні.

## Співпраця з музичними компаніями
Його музику публікують такі компанії, як Hal Leonard, Alfred Publishing і Walrus Music.

## Нагороди та відзнаки

### Премія Ґреммі (Grammy Awards)
- Best Instrumental Arrangement: «The Incredits» (2005), «Rhapsody in Blue» (2011), «On Green Dolphin Street» (2013)
- Best Large Jazz Ensemble Album: Life in the Bubble (2014)

### Номінації премії Ґреммі (Grammy Award)
- Best Large КомпозиториJazz Ensemble Album: XXL (2003), Act Your Age (2008)
- Best Instrumental Composition: «Sing, Sang, Sung» (2000), «Hunting Wabbits» (2003), «Hit the Ground Running» (2008), «Hunting Wabbits 3 (Get Off My Lawn)» (2011), «California Pictures for String Quartet» (2013), «Life in the Bubble» (2014)
- Best Instrumental Arrangement: «Bach 2 Part Invention in D Minor» (2000), «Attack of the Killer Tomatoes» (2006), «Yo Tannenbaum» (2007), «Yesterdays» (2008), «Salt Peanuts! (Mani Salado)» (2012)
- Best Instrumental Arrangement Accompanying Vocalist(s): «Comes Love» (2003)
- Best Arrangement, Instrumental or A Cappella: «Get Smart» (2014)
- Best Arrangement, Instruments and Vocals: «Party Rockers» (2014), «Do You Hear What I Hear?» (2016)[4]

### Денна нагорода Еммі (Daytime Emmy Awards)
- Music Direction and Composition, Animaniacs (1998, 1999)[5][6]
- Outstanding Achievement in Music Direction and Composition, Histeria! (2000)[7]

### Членство
- Ґудвіном було започатковане музичне товариство чоловіків, «Phi Mu Alpha Sinfonia», як почесне національне членство і був організований оркестр «Signature Sinfonian» на 55-му Національному з'їзді в Новому Орлеані, Лос-Анджелес, 2015 р.[8]

## Дискографія
- Swingin' for the Fences (Immergent, 2001)
- XXL (Silverline, 2003)
- The Phat Pack (Silverline, 2006)
- Bah, Humduck! A Looney Tunes Christmas (Immergent, 2006)
- Act Your Age (Immergent, 2008)
- Dave Siebels With: Gordon Goodwin's Big Phat Band (PBGL, 2009)
- That's How We Roll (Telarc, 2011)
- Life in the Bubble (Telarc, 2014)
- A Big Phat Christmas (Allegro, 2015)[9]